# Tantilla slavensi
Tantilla slavensi este o specie de șerpi din genul Tantilla, familia Colubridae, descrisă de Pérez-higareda, Smith și Smith 1985. Conform Catalogue of Life specia Tantilla slavensi nu are subspecii cunoscute.